# Gebrandschilderde glazen in de Grote of Sint-Janskerk in Gouda

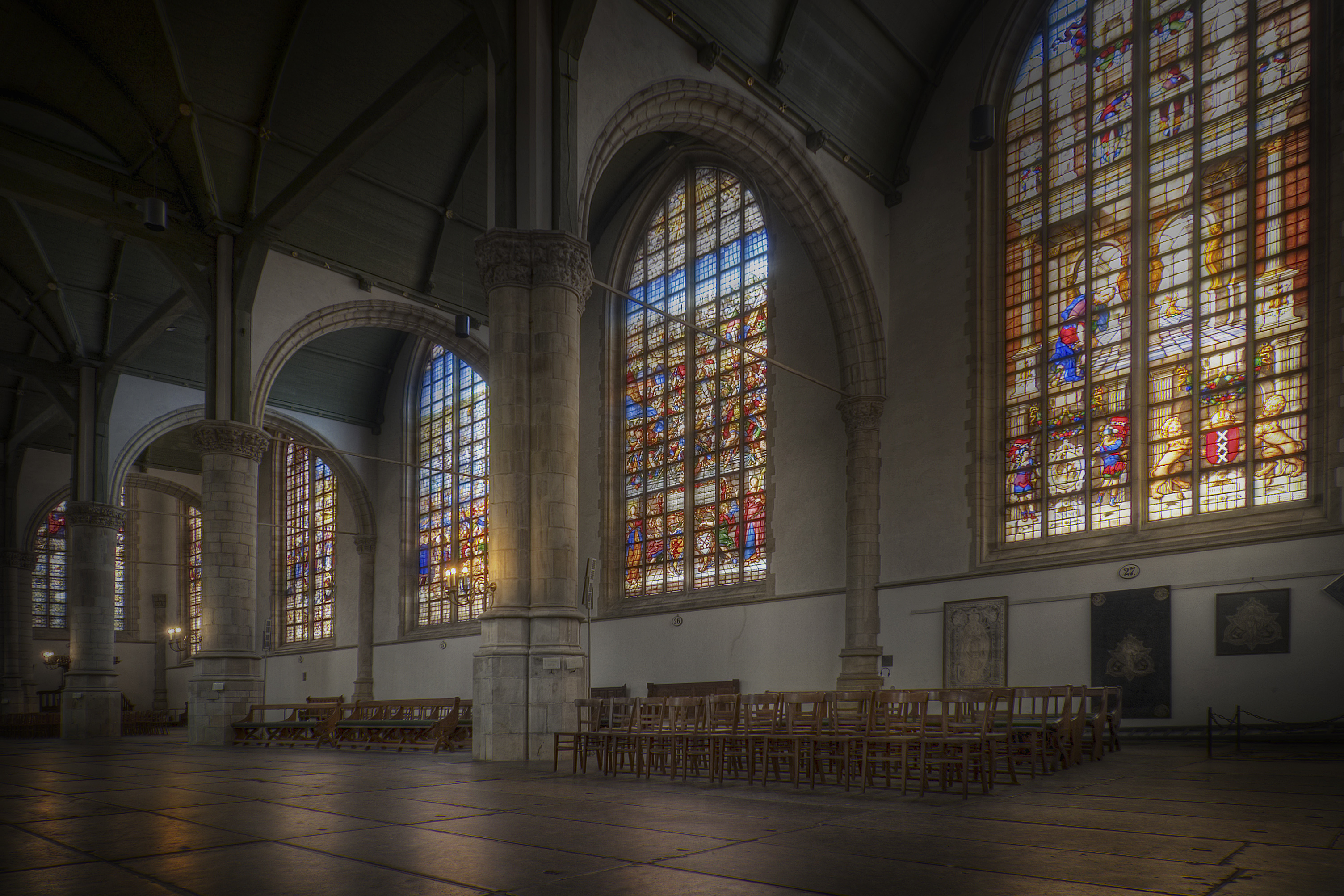
Binnenaanzicht van de glas-in-loodramen

De Goudse glazen zijn de gebrandschilderde glas-in-loodramen van de Sint-Janskerk in de Nederlandse stad Gouda. De ramen dateren uit de 16e eeuw en zijn vervaardigd door beroemde glasschilders uit die tijd, zoals de gebroeders Dirck en Wouter Crabeth. De kerk bevat in totaal 72 ramen van diverse afmetingen, waaronder drie moderne ramen. Het totale oppervlak van de ramen is 1755 m².
De Sint-Janskerk in Gouda bevat ongeveer 50% van al het zestiende-eeuws glas dat in Nederland aanwezig is. De gebrandschilderde ramen overleefden onder andere de Beeldenstorm van 1566. 
De ramen maakten in 1991 deel uit van de Lijst 'Top 10' Glas-in-lood van het toenmalige ministerie van WVC in verband met aanvullende beschermende maatregelen bij buitengewone omstandigheden.

## Cartons
De ramen zijn niet alleen van belang vanwege hun hoge kwaliteit en schoonheid, maar ook omdat vrijwel alle originele ontwerpen, de zogeheten cartons bewaard zijn gebleven. Het kerkbestuur vroeg na voltooiing van een raam de glasschilders hun ontwerptekeningen in te leveren. Crabeth kreeg in ruil daarvoor nieuw papier, anderen ontvingen een geldbedrag.
Deze cartons zijn met houtskool of krijt getekend op papier, op ware grootte en zijn tot 22 m hoog. Het is niet bekend hoe de ontwerpen op het glas zijn overgebracht, wellicht via een tussenstadium dat in kleine stukken is gesneden en verloren is gegaan. De cartons zijn van tijd tot tijd gebruikt om kapotte delen te herstellen.
De tekeningen zijn in de kerkkluis opgeborgen. In totaal gaat het om twee kilometer tekeningenarchief, opgeslagen in stalen rollen.

## Geschiedenis

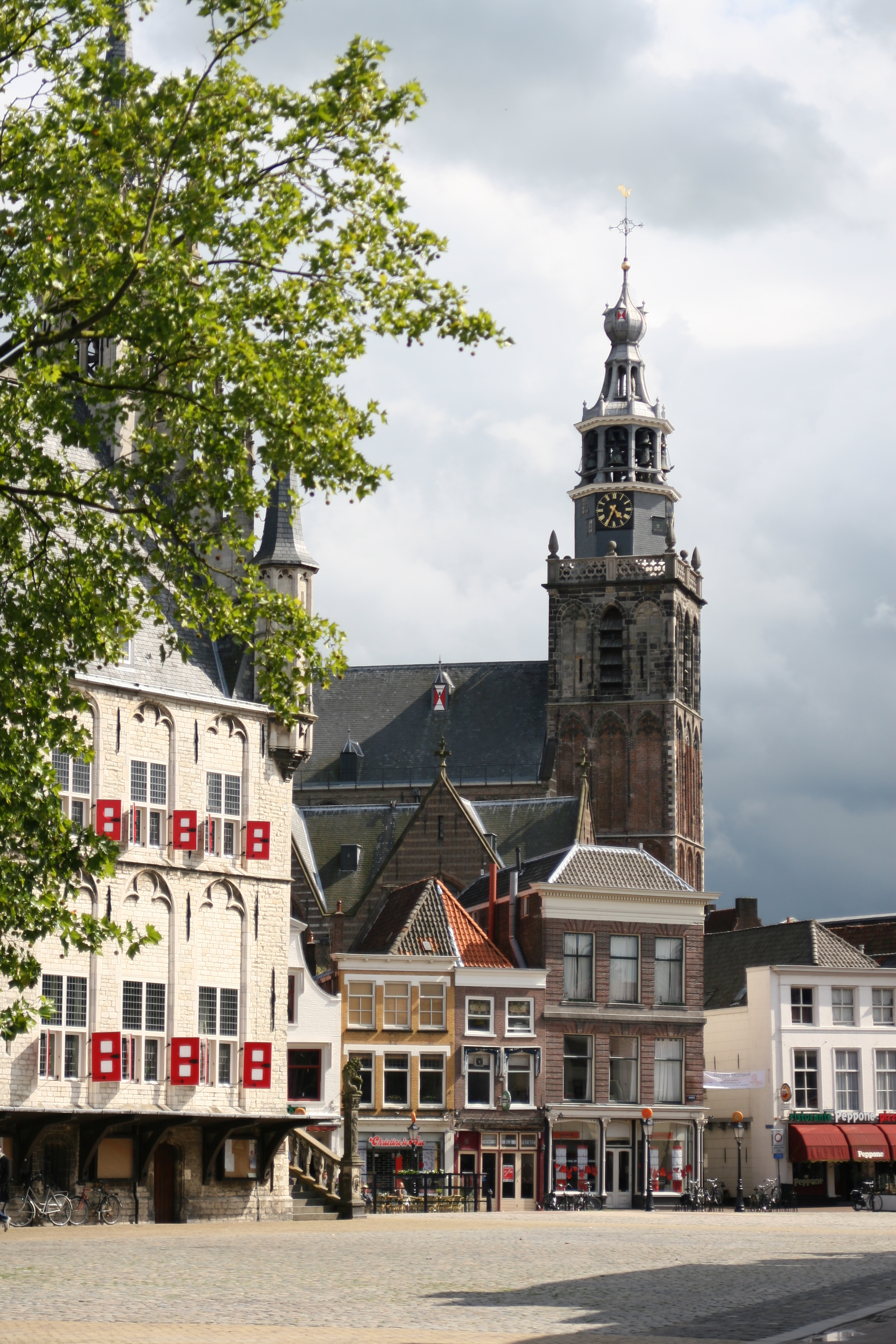
De Sint-Janskerk in Gouda

In 1552 vond er een brand plaats in de Sint-Janskerk. Daarna stelde het bestuur een glazenplan op, om de gehele kerk te voorzien van gebrandschilderde ramen.
De oudste ramen zijn de dertien Apostelglazen (ca. 1530-1540 en 1554-1556). Vervolgens werden ramen gemaakt tussen 1555 en 1572, toen de kerk nog rooms-katholiek was, grotendeels door de gebroeders Crabeth. Dertien wapenglazen zijn aan de kerk geschonken door de stad Gouda in 1593-1594. Nadat de kerk protestants was geworden, is het kerkbestuur twintig jaar later doorgegaan met het glazenproject. Tussen 1594 en 1603 werden negen nieuwe glazen vervaardigd.
De ramen zijn diverse malen gerestaureerd, de laatste maal tussen 1900 en 1936. Tussen 1984 en 1989 werd aan de buitenzijde beschermend glas aangebracht. De restauratie van de cartons heeft vijf jaar geduurd en werd in 2011 voltooid, waarna een deel van de cartons tijdelijk werd tentoongesteld in het Museum Gouda.

### Sponsors
Gebrandschilderd glas maken is arbeidsintensief en daardoor kostbaar. Om de ramen te financieren zocht het kerkbestuur, waaronder Dirck Crabeth zelf, sponsors. Deze sponsors waren wereldlijke en geestelijke machthebbers. De sponsors zijn in het onderste deel van het raam dat zij financierden afgebeeld, waarmee ze lieten zien hoe vroom en machtig zij waren. In de katholieke tijd waren dit bijvoorbeeld Filips II en zijn vrouw Mary Tudor, hertogin Margaretha van Parma.
Later, na de reformatie, werden de sponsors gevonden in bestuurlijke organisaties, zoals de Staten van Holland, het Hoogheemraadschap van Rijnland, en diverse steden die een relatie houden met Gouda, zoals Haarlem. Willem van Oranje heeft geen raam gefinancierd, maar zijn symbolen (oranje appeltjes) zijn verwerkt in raam 22. Een organisatie als Rijnland schonk overigens aan meerdere kerken gebrandschilderde ramen. In het geval van Rijnland zelfs aan 27 kerken, variërend van kleine dorpskerken tot machtige abdijkerken.

### Tweede Wereldoorlog
Tussen september en december 1939, toen in Europa de Tweede Wereldoorlog was uitgebroken, werden de ramen - onder toeziend oog van Prins Bernhard - uit voorzorg in veiligheid gebracht. In eerste instantie gebeurde dat in melkkelders bij boeren in de buurt van Gouda en vanaf 1943 in bomvrije kelders in de duinen bij Vogelenzang. In 1947 werd in de kerk een Bevrijdingsglas aangebracht (raam 28a).

### Postzegels
Er zijn tweemaal Nederlandse postzegels gewijd aan de Goudse glazen, namelijk in 1931 en in 1979.

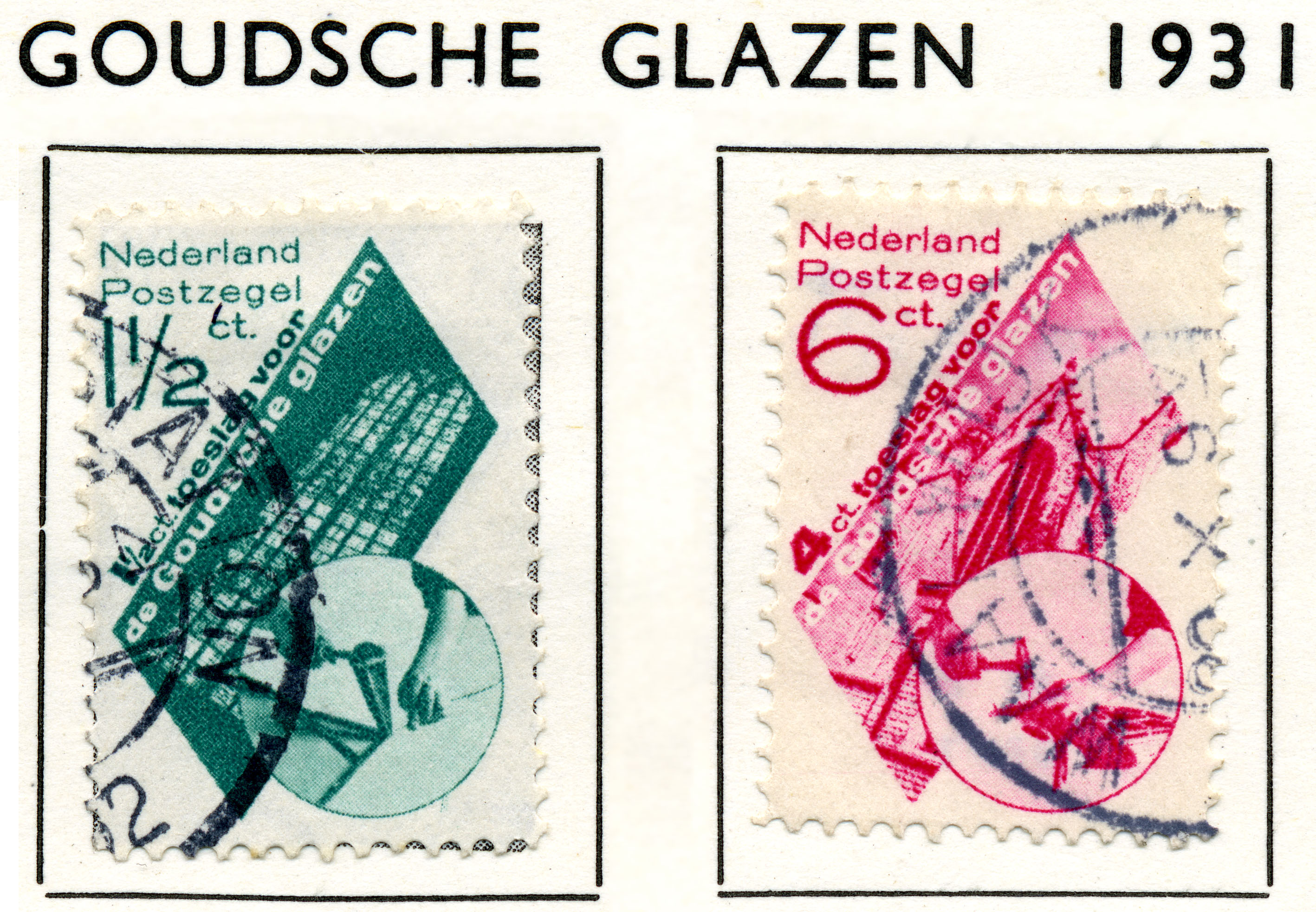
Postzegels uit 1931

De postzegels uit 1931 hadden een toeslag ten bate van het Fonds tot Herstel van de Goudse Glazen. De postzegels bevatten foto's van de Sint-Janskerk. In de medaillons is het bewerken van een glas-in-loodraam afgebeeld.
De postzegels uit 1979 waren zomerzegels met eveneens een toeslag en toonden fragmenten van de ramen. Op de zegel van 55+20 ct staat "Maria" uit glas nr. 12 "De Geboorte van Christus"; Op de zegel van 75+25 ct staat Willem van Oranje uit glas nr. 25 "Het ontzet van Leiden".

### Goudse Bijbel
In november 2007 verscheen de Goudse Bijbel, een speciale editie van de Naardense Bijbel van Pieter Oussoren, die geïllustreerd was met foto's van de Goudse glazen. Achterliggende gedachte was dat deze vertaling net als de raamschilderingen, op erasmiaanse wijze streeft naar de zuivere oorsprong van de Schrift.

## Beschrijving
De ramen zijn beschilderd met afbeeldingen uit de Bijbelse en de vaderlandse geschiedenis. De elf ramen in de kooromgang bevatten scènes uit het leven van Johannes de Doper en zijn relatie met Jezus. De Sint-Janskerk is immers naar Johannes de Doper genoemd. De kleuren van Johannes de Doper zijn wit (reinheid, liefde) en rood (dat staat voor het lijden).
Alle ramen zijn genummerd. De nummering van de ramen begint aan de noordzijde van de toren, volgt de gevel van de noorder-zijbeuk en de dwarsbeuk tot aan het koor (1-8), vervolgens de kooromgang (9-21), overgaand in de dwarsbeuk, de zuider-zijbeuk en de westgevel links van de toren (22-29). Hoog in de dwarsbeuk prijkt een tweetal beeldende ramen (30-31) en vier wapenramen (32- 35). In de lichtbeuk van het schip en in de toren zijn ook wapenramen aangebracht (36-44). De nummering zet zich voort in de lichtbeuk van het koor (45-57) en eindigt in de Van der Vormkapel (58-64).
Van de bekendste glazeniers, de gebroeders Dirck en Wouter Crabeth, is een twintigtal ramen in de Sint-Janskerk van Gouda aanwezig. In totaal zijn er 70 glas-in-loodramen in de kerk aangebracht.
De schenkers van de 16e-eeuwse glazen zijn veelal afgebeeld in de benedengedeelten van de ramen. Veel glazen zijn voorzien van heraldische wapens van de schenker en familie, die daarmee een bron van bestudering vormen. De mooiste ramen zijn aangebracht in de jaren 1555 tot 1571, toen de St.-Jan nog een katholieke kerk was. Na de kerkhervorming in 1572 werd, met een onderbreking tot 1594, de beglazing voltooid.
De glazen werden in de jaren 1901-1936 grondig gerestaureerd. De restaurateur heeft hierbij soms eigen technieken toegepast, die niet altijd ieders instemming hadden. Twee nieuwe glazen werden vervaardigd als uiting van dankbaarheid aan degenen die hadden bijgedragen in de kosten van de restauratie en vijf ramen werden beglaasd met gekleurd schervenglas.
Het laatst aangebrachte glas is het Bevrijdingsraam, ter herinnering aan de oorlogsjaren 1940-1945.

## Plattegrond en overzicht van de glazen

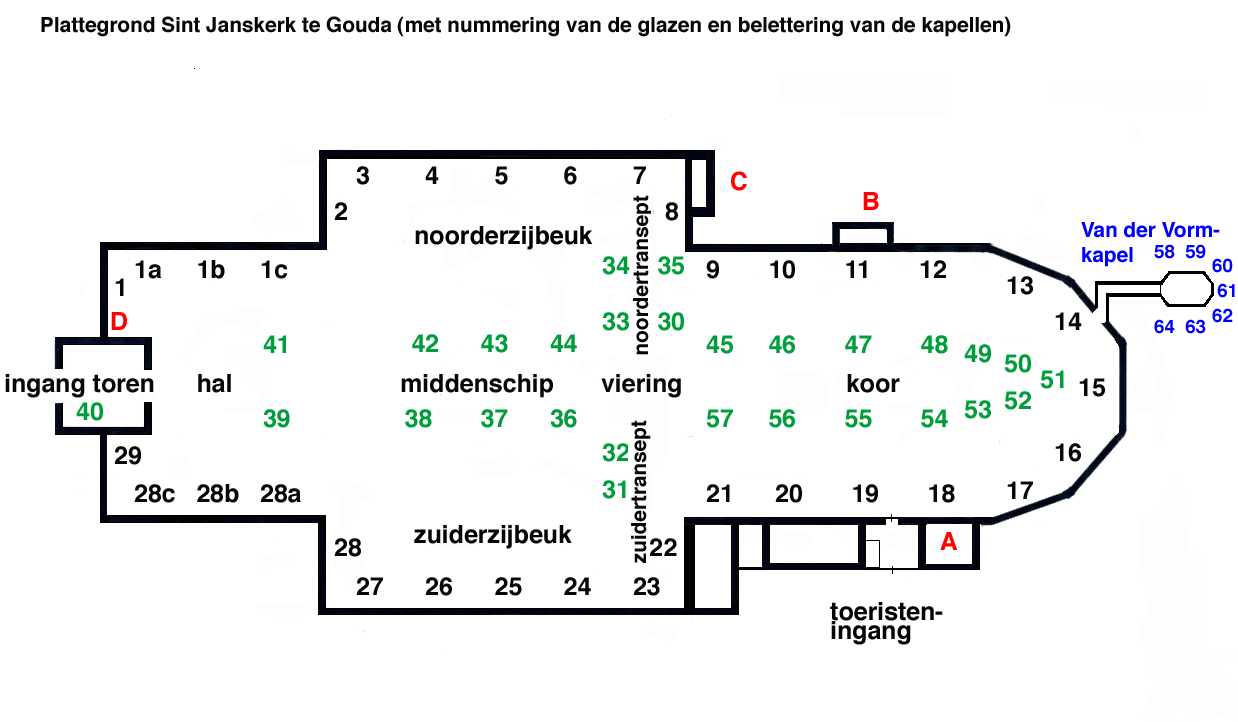
Plattegrond Sint-Janskerk Gouda

| Nr.       | Jaar         | Naam                                                       | Schenker(s) | Tekenaar(s)                 | Glazenier(s)                                                | Omschrijving | Afbeelding |
| --------- | ------------ | ---------------------------------------------------------- | --- | --------------------------- | ----------------------------------------------------------- | --- | ---------- |
| 1         | 1596         | De vrijheid van consciëntie                                | Staten van Holland                                                                                                  | Joachim Wtewael             | Adriaen Gerritsz. de Vrije                                  | De "vrijheid van het geweten" wordt symbolisch voorgesteld door een vrouw op een zegekar, getrokken door zinnebeeldige figuren van Liefde, Gerechtigheid, Eendracht, Trouw en Standvastigheid. De wagen overrijdt de "verdreven tyrannie". De figuur op de zegekar met zwaard en schild vertolkt de bescherming van het geloof. |            |
| 1a        | 1933         | Mozaiekglazen                                              | |                             |                                                             | Deze glazen zijn samengesteld uit glasscherven, die bij restauraties in de 17e en 18e eeuw waren overgebleven, zij bevatten geen bepaalde voorstellingen. |            |
| 1b        | 1933         | Mozaiekglazen                                              | |                             |                                                             | Deze glazen zijn samengesteld uit glasscherven, die bij restauraties in de 17e en 18e eeuw waren overgebleven, zij bevatten geen bepaalde voorstellingen. |            |
| 1c        | 2016         | Erasmusraam                                                | Museum Gouda | Marc Mulders                | Marc Mulders                                                | Het Erasmusraam is geplaatst ter markering van het 500e jubileumjaar van Desiderius Erasmus' Novum Instrumentum. Het heeft als thema de 'Vrijheid van het geweten anno 2016'. De in 1933 geplaatste Mozaiekglazen zijn verwijderd en worden op een later moment in de kerk tentoongesteld. |            |
| 2         | 1597         | Inneming van Damiate                                       | De stad Haarlem | Willem Thybaut              |                                                             | De Egyptische havenstad Damiate werd in 1219 veroverd door de kruisvaarders, waarbij de Haarlemmers zich in het bijzonder hebben onderscheiden. Een schip vaart met volle zeilen de haven binnen en verbreekt de zware ketting waarmee de haven was afgesloten. |            |
| 3         | 1597         | De maagd van Dordrecht                                     | De stad Dordrecht                                                                                                   | Gerrit Gerritsz. Cuyp (?)   |                                                             | De Dordtse stedemaagd zit in een zgn. Hollandse tuin, omringd door de wapens van een 15-tal steden. In het boven en het benedengedeelte van het glas vier vrouwenfiguren als symbolen van Voorzichtigheid, Matigheid (boven), Gerechtigheid en Standvastigheid (onder). |            |
| 4         | 1594         | De wapens van de hoogheemraden van Rijnland                | Het Hoogheemraadschap van Rijnland                                                                                  | Adriaen Gerritsz. de Vrije  |                                                             | Het raam werd geschonken in 1594 ter ere van de nagedachtenis aan Willem II. Graaf Willem II stierf namelijk een gewelddadige dood in 1256, op slechts 28-jarige leeftijd. Omdat hij een jaar daarvoor de hoogheemraden van de Spaarndam (Rijnland) een privilege had gegeven werd hij eeuwenlang beschouwd als stichter van het hoogheemraadschap van Rijnland. Deze visie is wellicht niet geheel juist. |            |
| 5         | 1561         | De koningin van Scheba bezoekt Salomo                      | Elburg van den Boetzelaer, abdis van het klooster te Rijnsburg                                                      | Wouter Crabeth              |                                                             | De koningin van Scheba staat met haar gevolg en haar geschenken voor de troon van koning Salomo met zijn lijfwacht en zijn raadslieden. In het beneden gedeelte de schenkster van het glas, met achter haar de beschermheilige, de engel Gabriël. |            |
| 6         | 1571         | Onthoofding van Holofernes                                 | Jan van Ligne, graaf van Aremberg, in 1568 als Spaans veldheer gesneuveld te Heiligerlee en Margaretha van der Mark | Dirck Crabeth               |                                                             | Volgens het apocriefe boek Judith werd de stad Bethulië, gelegen in het noorden van Israël, langdurig belegerd door Assyrische troepen. De bevelhebber Holofemes onthaalde Judith, die het vijandelijke kamp was binnengedrongen, in zijn tent op een feestmaal. Toen hij dronken was, onthoofdde Judith hem met zijn eigen sabel. In de benedenhelft knielen de schenkers van dit glas, met achter hen de Heilige Catharina en Johannes de Doper. |            |
| 7         | 1557         | Het Koningsglas                                            | Filips II van Spanje, koning van Spanje en zijn gemalin Mary Tudor, koningin van Engeland                           | Dirck Crabeth               |                                                             | Bovengedeelte: Inwijding van de tempel door Salomo. De knielende Salomo in gebed voor het altaar, tijdens de inwijding van de tempel, en het goddelijk antwoord (in het Latijn) te midden van het vuur: "Ik heb uw gebed gehoord en indien gij voor Mijn aangezicht zult gewandeld hebben, gelijk uw vader gewandeld heeft, zo zal Ik de troon uws rijks voor eeuwig stellen". Helemaal bovenin is de oorspronkelijke afbeelding van God vervangen door de letters JHWH. Middengedeelte: Het Laatste Avondmaal. De jongste apostel, Johannes, zit bij Jezus op schoot. Van Judas is alleen zijn rug te zien. Met een geldbuidel op zijn rug verlaat hij de ruimte, hij heeft zijn gezicht verloren. Onderste helft van het raam: In een stralenkrans, het beeld van Christus met links Philippus, naamheilige van de schenker, vragende: "Heer, toon ons de Vader, en het is ons genoeg". En het antwoord van Jezus: "Philippus, die Mij ziet, ziet ook de Vader". De gever is met zijn gemalin knielend afgebeeld. |            |
| 8         | 1566         | Bestraffing van de tempelrover Heliodorus                  | Erik II van Brunswijk-Calenberg-Göttingen, heer van Woerden                                                         | Wouter Crabeth              |                                                             | Bij zijn poging tot roof van de tempelschatten (apocrief boek 2, Maccabeën 3), wordt Heliodorus door drie engelen gestraft. |            |
| 9         | 1561         | Aankondiging geboorte van Johannes                         | Dirck Cornelisz. van Hensbeek, burgemeester van Gouda                                                               | Lambert van Noort           | Digman Meynaert                                             | Een engel verschijnt aan de hogepriester Zacharias tijdens diens offerande in de tempel en kondigt hem de geboorte van een zoon aan. In de onderrand de schenker met vrouw en vijftien kinderen. |            |
| 10        | 1655         | Aankondiging geboorte van Jezus                            | Theodorus Spierinck van Well, abt van het klooster te Berne bij Heusden                                             | Daniël Tomberg              |                                                             | De engel Gabriël verkondigt aan Maria de geboorte van een zoon. Het in 1559 geplaatste glas werd tijdens een hevig onweer erg beschadigd en werd daarom in 1655 vernieuwd door Daniël Tomberg, bijgestaan door de glasmaker Albert Merinck. Op last van de kerkmeesters werden hun wapens in het glas aangebracht. |            |
| 11        | 1562         | Geboorte van Johannes                                      | gelegateerd door Herman Lethmaet, deken van St. Marie te Utrecht                                                    | Lambert van Noort           | Digman Meynaert en Hans Scrivers                            | De verschillende gebeurtenissen na de geboorte van Johannes zijn in één tafereel verenigd. Op de achtergrond Zacharias en de verzorging van de moeder Elisabeth, op de voorgrond een wasbekken met het kind. De schenker van het glas, geboren in Gouda, was een jeugdvriend van Erasmus. De vier erfgenamen van Lethmaet staan rechts onder afgebeeld. |            |
| 12        | 1564         | Geboorte van Jezus                                         | De kanunniken van Oude Munster te Utrecht                                                                           | Wouter Crabeth              |                                                             | Maria en Jozef knielend ter weerszijden van het kind, benevens enkele herders met hun vee. Onder in het glas zijn de schenkers afgebeeld met in hun midden de opgestane Christus met in zijn handen het evangelie en onder zijn voeten een globe. |            |
| 13        | 1560         | Jezus in de tempel                                         | Petrus van Suyren, abt van het klooster Mariënwaard                                                                 | Lambert van Noort           | Digman Meynaert                                             | Het bovengedeelte toont de twaalfjarige Jezus te midden van discussiërende schriftgeleerden. Op de achtergrond komen Maria en Jozef de tempel binnen, die op zoek waren naar hun zoon. Het benedengedeelte geeft de beeltenis van de abt met zijn naamheilige Petrus en Maria met het kind. |            |
| 14        | 1557         | Prediking door Johannes                                    | Robert van Bergen, bisschop van Luik, kapittelheer van Oude Munster te Utrecht                                      | Dirck Crabeth               |                                                             | Johannes de Doper, staande links van enkele krijgslieden, predikend aan de oever van de Jordaan. In het beneden glas is de Majesteit Gods afgebeeld met de symbolen der vier evangelisten. Achter de bisschop staat de heilige Benedictus. |            |
| 15        | 1555         | De doop van Jezus                                          | George van Egmond, bisschop van Utrecht                                                                             | Dirck Crabeth               |                                                             | Nadat de kerk in 1552 was afgebrand, werd onmiddellijk begonnen met het herstel van het koor en wendde men zich tot de bestuurders van Kerk en Staat om de ramen van glasschilderingen te voorzien. De schenker van dit glas werd afgebeeld in de linker onderhoek met achter hem St. Maarten, de schutspatroon van het bisdom. Het midden van het glas toont de doop van Christus door Johannes, voorts de geopende hemel en de Geest Gods neerdalend in de gedaante van een duif terwijl een stem sprak: "Deze is Mijn Zoon, Mijn geliefde, in wien Ik mijn welbehagen heb". Vóór dit glas stond eertijds het hoofdaltaar en daarom werd deze centrale plaats van het glas verkozen voor de weergave van een zeer belangrijke handeling in het leven van de schutspatroon van de St.-Janskerk. |            |
| 16        | 1556         | Eerste prediking van Jezus                                 | Cornelis van Mierop, domproost van Utrecht                                                                          | Dirck Crabeth (werkplaats)  |                                                             | Jezus sprekende te midden van enkele toehoorders en rechts daarvan de doop van velen in de Jordaan. Beneden in het glas de knielende schenker met achter hem de heilige Vincentius en voor hem Maria met het kind Jezus. |            |
| 17        | 1556         | Bestraffing van Herodus door Johannes                      | Wouter van Bylaer, baljuw van het St. Catharijneklooster te Utrecht, commandeur van de Johanniterorde te Utrecht    | Jan van Zijl (werkplaats)   |                                                             | Johannes staande voor de viervorst Herodes Antipas, met vrijmoedigheid sprekend over diens overspel met Herodias, de vrouw van zijn broer. In het benedenglas onder meer een afbeelding van St. Jan met het lam, als patroon en schutsheilige van de Johanniter Ridders. |            |
| 18        | 1674         | Johannes in de gevangenis                                  | Gerrit Heye Gerritsz en Frederik Ariensz., burgemeesters van Gouda                                                  | Christoffel Pierson         |                                                             | De vraag van Johannes in de gevangenis, "Zijt Gij degene die komen zou" wordt beantwoord door Jezus, staande voor de vrienden van Johannes te midden van blinden die ziende worden, kreupelen die wandelen en zieken die genezing vinden. |            |
| 19        | 1570         | Onthoofding van Johannes                                   | Hendrik van Zwolle, commandeur van de Johanniterorde te Haarlem                                                     | Willem Thybaut              |                                                             | Boven in het glas het feestmaal van Herodes en de dans van Salome. Midden in het tafereel de beul die het hoofd van Johannes op een schotel overreikt aan Salome, de dochter van Herodias. Onder in het glas de schenker afgebeeld met daarachter Johannes de Doper. |            |
| 20        | 1933         | Mozaiekglas                                                | |                             |                                                             | Glas 20 en 21 - dit zijn de twee laatste ramen van de kooromgang, ze werden samengesteld uit glasscherven, overgebleven bij oude restauraties. |            |
| 21        | 1933         | Mozaiekglas                                                | |                             |                                                             | Glas 20 en 21 - dit zijn de twee laatste ramen van de kooromgang, ze werden samengesteld uit glasscherven, overgebleven bij oude restauraties. |            |
| 22        | 1567         | De tempelreiniging                                         | Waarschijnlijk leden van de Goudse vroedschap                                                                       | Dirck Crabeth               |                                                             | Het bovengedeelte van het raam stelt voor de verdrijving van de kooplieden uit de tempel door Jezus. Op de voorgrond links een geldwisselaar, offerdieren enz. Aan de rechterzijde het wapen van de gebroeders Crabeth, met drie adelaarsklauwen. Voor het ondergedeelte zal ook wel een ontwerp zijn gemaakt, zoals gebruikelijk bij de overige 16de-eeuwse glazen, maar dit glasgedeelte werd niet geplaatst of is er weer uitgenomen, aanvankelijk werd het ondergedeelte dicht gemetseld. Dit glas bevat oranje appeltjes, die verwijzen naar Willem van Oranje, waarschijnlijk de oorspronkelijke beoogd financier van het raam. De reden hiervan kan zijn dat de Prins, om de komst van Alva te ontwijken, uitweek naar de Dillenburg. In 1657 werd door de glasschilder Daniël Tomberg het metselwerk verwijderd en op het onderglas de wapens geschilderd van de leden van de Goudse vroedschap. |            |
| 23        | 1562         | De offerande van Elia, ook wel het Hertoginnenglas genoemd | Margaretha van Parma, halfzuster van Filips II                                                                      | Wouter Crabeth              |                                                             | Dit raam is in vier delen verdeeld. Helemaal bovenaan een afbeelding van God. Deze afbeelding is na de reformatie verwijderd, omdat de protestanten geen afbeeldingen van God wilden maken of laten zien. Later is dit raam opnieuw gemaakt op basis van de beschikbare cartons. Het tweede gedeelte toont hoe na het gebed van de profeet Elia, te midden van de Israëlieten en de priesters van Baäl, het vuur uit de hemel neerschoot en het brandoffer, hoewel met water overgoten, verteerde. Dit is een episode uit het Oude Testament. Te zien is hoe engelen het vuur aanblazen en een duivel ketenen. De duivel staat hier symbool voor de ketterij. Het overwinnen van de ketterij was een persoonlijk thema van de schenkster van het raam. Het middelste deel toont de voetwassing. Jezus laat de nederigheid zien aan de apostelen door de voeten van Petrus te wassen. In het benedengedeelte, een afbeelding van de schenkster, hertogin Margaretha van Parma, met daarachter de heilige Margaretha met kruis en draak. Dit glas van hertogin Margaretha, landvoogdes der Nederlanden, heeft evenals het door haar halfbroer geschonken glas 7, een hoogte van twintig meter. |            |
| 24        | 1559         | Philippus en de Kamerling                                  | Graaf Philippe de Ligne, heer van Wassenaar                                                                         | Dirck Crabeth               |                                                             | De centrale voorstelling is de prediking van Philippus, genezing brengend aan zieken en kreupelen. Het bovenglas toont de verschillende episoden, uit het Bijbelboek Handelingen 8, over de doop van de Kamerling (of kamerheer) door Philippus. De kamerling was een rijksgrote van Candace, de koningin der Ethiopiërs. Achter de kamerheer zijn twee kamelen te zien. De schenker van dit raam was graaf Philippe de Ligne, heer van Wassenaar en burggraaf van Leiden, ridder in de Orde van het Gulden Vlies. De schenker is bij uitzondering opgenomen in de hoofdafbeelding. Hij is knielend afgebeeld, zich wendende tot zijn schutsheilige, in een prachtige klederdracht, omhangen met de ridderorde van het Gulden Vlies. De reden dat de schenker in de hoofdafbeelding is opgenomen was dat hij in de Slag bij Grevelingen in 1558 verlamd werd en genezing zocht bij zijn beschermheilige. |            |
| 25        | 1603         | Het ontzet van Leiden                                      | De stad Delft | Ysaak Swanenburg            | Dirk Verheyden, na diens dood voltooid door Dirck van Douwe | Een springvloed met noordwesterstorm joeg het zeewater over het land tussen Delft en Leiden. Dijken en kaden werden doorgestoken, waardoor het water steeg en de vijand deed vluchten. Op het water ziet men de vele vaartuigen van de geuzen en op de voorgrond Prins Willem van Oranje met achter hem de burgemeester van Delft en andere "luyden". |            |
| 26        | 1601         | Het ontzet van Samaria                                     | De stad Leiden | Ysaak Swanenburg            | Cornelis Clock                                              | Zevenentwintig jaar na Leidens ontzet werd dit glas geschonken. De belegering van de stad Samaria door koning Benhadad van Syrië is een evenbeeld van de Leidse situatie. Ook hier sloeg de vijand op de vlucht, in de mening dat hij door een grote legermacht werd overvallen. |            |
| 27        | 1597         | De Farizeeër en de Tollenaar                               | De stad Amsterdam                                                                                                   | Hendrick de Keyser          | Cornelis Kussens                                            | Het tafereel is gebaseerd op een gelijkenis van Jezus van twee mensen die in de tempel gingen bidden. De farizeeër bad: "Ik dank U God, dat ik niet ben als anderen... of als deze tollenaar". De tollenaar bad: "0 God, wees mij zondaar genadig". Onder in het beeld het oude en nieuwe wapen van de stad Amsterdam. |            |
| 28        | 1601         | De overspelige vrouw                                       | De stad Rotterdam                                                                                                   | Claes Wytmans               |                                                             | Te midden van schriftgeleerden, farizeeërs en de op overspel betrapte vrouw, schrijft Jezus met de vinger op de grond zeggende: "Wie onder u zonder zonde is, die werpe de eerste steen op [haar]". De wapens in het onder glas zijn van Holland en Rotterdam. |            |
| 28a       | 1947         | Het Bevrijdingsglas                                        | Goudse ingezetenen en Vrienden van de Goudse Glazen                                                                 | Charles Eyck                |                                                             | Dit gedenkraam wil de gedachte levend houden aan de jaren 1940-1945. In het bovengedeelte is een zwaar bewolkte hemel geschilderd met de vier apocalyptische ruiters (Openbaring 6) en daardoorheen een tiental vliegtuigen in duikvlucht. De aarde wordt weergegeven met de verwoesting van de oorlog, het verdronken land en verbrande gebouwen. Het mensenleed wordt uitgebeeld in taferelen, zoals razzia, wegvoeren naar een kamp, uitgehongerde mensen, de dood enz. In het midden een groep met vlaggen, vertegenwoordigend de geest van het verzet en de bevrijding, verlevendigd door kinderen. De wapens van de elf provincies vormen de onderkant, met rechts het Nederlandse en links het Goudse wapen. |            |
| 28b       | 1935         | Wapenraam                                                  | Bijdragers na 1920 in de kosten van de glazenrestauratie 1901 - 1936                                                | Dirk Boode                  | Lucas Hendrik Knoll                                         | Dit glas is een gedenkraam met wapens van hen die bij droegen aan het fonds tot herstel van de glazen. |            |
| 28c       | 1920         | De herbouw van de tempel                                   | Bijdragers voor 1920 in de kosten van de glazenrestauratie 1901 - 1936                                              | Herman Veldhuis             | Lucas Hendrik Knoll                                         | Te midden van de tempelopbouw staan de opdrachtgevers, de bouwmeester en de bezige vaklieden. Ook dit glas werd opgedragen aan allen die bijdroegen in de kosten van herstel. |            |
| 29        | 1596         | De Christelijke Ridder                                     | de steden van Hollands Noorderkwartier                                                                              | Adriaen Gerritsz. de Vrije  |                                                             | Dit glas aan de zuidzijde van de toren beeldt koning David uit. De rechterfiguur symboliseert de Christelijke Ridder als bedoeld in het rijmpje dat in de tafelsteen is geschreven. |            |
| 30        | 1560 (voor)  | Jonah                                                      | visverkopersgilde                                                                                                   | Dirck Crabeth               |                                                             | Dit glas beeldt de profeet Jonah uit. Na drie dagen en nachten in de maag van de vis is Jonah bereid alsnog zijn opdracht te vervullen en de zondige stad Niniveh toe te spreken. |            |
| 31        | 1566 (voor)  | Bileam                                                     | vlees- of beenhouwersgilde                                                                                          | Dirck of Wouter Crabeth (?) |                                                             | Het tafereel stelt voor hoe Bileam rijdende op een ezelin (Numeri 22) werd tegengehouden door een engel met getrokken zwaard. |            |
| 32 t/m 44 | 1593-1594    | Wapenramen                                                 | |                             |                                                             | Hoog in de dwarsbeuk, het middenschip en het torenportaal vinden we dertienmaal het wapen van de stad Gouda. In 1593 werden twaalf stuks vanwege de stad Gouda aangebracht, vervaardigd door de Goudse glazeniers Jacob Cornelisz. Kaen, Jasper Gielisz. en Cornelis Leunisz. De naam van de glazenier van glas 40 in de toren kan niet met zekerheid worden vastgesteld, maar volgens overlevering is het geschilderd door Adriaen Gerritsz. de Vrije. |            |
| 45        | 1530-1540    | Mattheus                                                   | |                             |                                                             | |            |
| 46        | 1530-1540    | Jacobus de Minder                                          | |                             |                                                             | |            |
| 47        | 1530-1540    | Thomas of Philippus                                        | |                             |                                                             | |            |
| 48        | 1555-1560    | Philippus of Thomas                                        | | Werkplaats Dirck Crabeth    |                                                             | |            |
| 49        | 1530-1540    | Johannes                                                   | |                             |                                                             | |            |
| 50        | 1530-1540    | Petrus                                                     | |                             |                                                             | |            |
| 51        | 1555-1560    | Christus als Salvator Mundi                                | |                             |                                                             | |            |
| 52        | 1555-1560    | Andreas                                                    | | Dirck Crabeth               |                                                             | |            |
| 53        | 1923         | Jacobus Maior                                              | |                             |                                                             | |            |
| 54        | 1921-1922    | Thaddeus                                                   | |                             |                                                             | |            |
| 55        | 1530-1540    | Bartholomeus                                               | |                             |                                                             | |            |
| 56        | 1921-1922    | Simon                                                      | |                             |                                                             | |            |
| 57        | 1921-1922    | Matthias                                                   | |                             |                                                             | |            |
| 58        | 1556         | De Gevangenneming                                          | Jan G. Heye, burgemeester van Gouda, met zijn vrouw en kinderen                                                     | Werkplaats Dirck Crabeth    |                                                             | |            |
| 59        | 1556         | De Bespotting                                              | Dirck Cornelisz. van Reynegom, rentmeester van de Goudse Haventol, en zijn vrouw Aechte Jansdr.                     | Werkplaats Dirck Crabeth    |                                                             | |            |
| 60        | 1556         | Jezus door Pilatus aan het volk getoond                    | Nicolaas Ruysch, thesaurier van Oudmunster in Utrecht                                                               | Werkplaats Dirck Crabeth    |                                                             | |            |
| 61        | 1559         | De Kruisdraging                                            | Nicolaas van Nieuwland, wijbisschop en deken van Sint Marie in Utrecht                                              | Werkplaats Dirck Crabeth    |                                                             | |            |
| 62        | 1557 (circa) | De Opstanding                                              | Robert Jansz. Goris, prior van het Margrietklooster in Gouda                                                        | Werkplaats Dirck Crabeth    |                                                             | |            |
| 63        | 1557 (circa) | De Hemelvaart                                              | Willem Jacobsz., overste van het Mariaklooster in Gouda                                                             | Werkplaats Dirck Crabeth    |                                                             | |            |
| 64        | 1557 (circa) | De Uitstorting van de Heilige Geest (Pinksteren)           | Thomas Hermansz., overste van het klooster Mariënpoel bij Leiden                                                    | Werkplaats Dirck Crabeth    |                                                             | |            |